# Петров, Борис Степанович
Петров Борис Степанович (10 июля 1910, Орёл — 1981, Ленинград) — советский живописец, пейзажист, альпинист, член Ленинградского Союза художников.

## Биография
Борис Степанович Петров родился 10 июля 1910 года в Орле. После окончания в 1929 году в Ленинграде школы-девятилетки работал плотником в Стройтресте. В 1931—1933 годах учился на живописном факультете ИНПИИ — ЛИЖСА (не окончил). В 1933—1941 годах работал художником-оформителем в Горкомизо. Одновременно работал творчески преимущественно в жанре пейзажа. Во второй половине 1930-х годов Борис Петров участвовал в ряде выставок ленинградских художников, на которых экспонировал 17 пейзажей.
Участник Великой Отечественной войны. В 1941 году добровольцем ушёл на фронт. До 1945 года сражался на Ленинградском фронте, награждён медалями «За оборону Ленинграда», «За победу над Германией». В 1943—1945 годах участвовал в выставках художников Ленинградского фронта. В 1945 году был откомандирован из воинской части в Музей обороны Ленинграда, где проработал художником около года.
В дальнейшем после демобилизации Борис Петров работал художником в Ленизо, в творческой группе Комбината живописно-оформительского искусства ЛО ХФ РСФСР. В 1960 году по результатам выставок был принят кандидатом в члены ЛОСХ, в 1965-м переведён в члены ЛОСХ, продолжил регулярно участвовать в выставках ленинградских художников, в том числе, — в выставках ветеранов ВОВ. В 1955 году впервые побывал на Кавказе. С этого времени и до конца жизни горы Кавказа и горный пейзаж стали не только главной темой творчества Б. С. Петрова, но и изменили образ его жизни. В возрасте сорока пяти лет он овладел альпинизмом и слаломом, месяцами в одиночку жил и работал в горах.
Среди созданных художником произведений пейзажи «Буксиры», «Финский залив», «Дзот» (все 1944), «Ветреный день» (1946), «Черёмуха в цвету» (1953), «Кировский проспект» (1958), «Весной у Летнего сада», «Стоянка барж» (обе 1959), «Ночью на пике Терском», «Чегет» (обе 1961), «Эльбрус» (1962), «Лунное безмолвие», «Новогодняя ночь в горах» (обе 1970), «Праздничные огни»(1961), «Рассвет», «Погода портится» (обе 1975), «Таинство горной ночи» (1978), «Моя зимовка» (1980) и другие. Петров написал множество полотен, создав целую живописную сюиту горных вершин, разнообразную и диковинную по колориту. Цвет и свет на высокогорье отличны от тех, к которым привык глаз в обычных условиях. Не случайно на выставках художника разгорались споры о необычности колорита того или иного пейзажа.
Выставки произведений художника состоялись в 1960 году в Нальчике, в 1963 (ДК им. Ленсовета) и 1975 (ДК им. Газа) годах в Ленинграде. Их освещали газеты, сюжеты о выставке 1963 года были показаны по ленинградскому (11 мая 1963 года) и Центральному (20 мая 1963 года) телевидению.
Скончался в 1981 году в Ленинграде.
Произведения Б. С. Петрова находятся в музеях и частных собраниях в России, Японии и других странах.
На рубеже 1980-х и 1990-х годов работы Бориса Петрова в составе экспозиций произведений ленинградских художников были представлены европейским зрителям на целом ряде зарубежных выставок.